# Kamień Krajeński
Kamień Krajeński là một thị trấn thuộc huyện Sępoleński, tỉnh Kujawsko-Pomorskie ở trung-bắc Ba Lan. Thị trấn có diện tích 4 km². Đến ngày 1 tháng 1 năm 2011, dân số của thị trấn là 2344 người và mật độ 642 người/km².